# Thiksey
Thiksey ou Thikse é uma aldeia do Ladaque, noroeste da Índia. Pertence ao distrito de Lé e ao tehsil de Lé. Em 2011 tinha 2 237 habitantes, 49,7% do sexo masculino, 50,3% do sexo feminino e 10,1% com 6 anos ou menos de idade.
Situa-se na margem direita (norte) do rio Indo, a cerca de 3 300 metros de altitude. Na outra margem do rio situa-se a aldeia de Chuchoot Gongma. Thiksey é atravessada pela estrada Manali–Lé e encontra-se 5 km a sudeste de Shey, 18 km a sudeste de Lé, 29 km a noroeste de Upshi, 340 km a nordeste de Keylong e 455 km a norte de Manali (distâncias por estrada).
O mosteiro budista de Thiksey situa-se numa escarpa sobre a parte norte da aldeia. É um dos maiores e mais conhecidos mosteiros do Ladaque e um dos mais parecidos com o Palácio de Potala.